# Câmpu Mare (okręg Mehedinți)
Câmpu Mare – wieś w Rumunii, w okręgu Mehedinți, w gminie Bala. W 2011 roku liczyła 103 mieszkańców.